# Li Yang (skoczek narciarski)
Li Yang (chiń. 李洋, pinyin Lǐ Yáng, ur. 31 marca 1980 w Tonghua) – chiński skoczek narciarski, reprezentant klubu Jilin. Olimpijczyk (2006), uczestnik mistrzostw świata (2005) oraz uniwersjady (2005 i 2007).

## Przebieg kariery
W grudniu 2003 zadebiutował w Pucharze Kontynentalnym, zajmując 49. i 53. miejsce w Lillehammer. Pierwsze punkty tego cyklu zdobył tydzień później, za zajęcie 26. lokaty w Sankt Moritz. 15 lutego 2004 wystąpił w konkursie drużynowym Pucharu Świata w Willingen, w którym zajął razem z reprezentacją Chin ostatnie 12. miejsce. W styczniu 2005 wystartował na zimowej uniwersjadzie, gdzie zajął 28. miejsce na skoczni normalnej, 47. na dużej oraz 10. lokatę w rywalizacji drużynowej. Miesiąc później wystartował na mistrzostwach świata – odpadł w kwalifikacjach do obu konkursów indywidualnych, a w zmaganiach drużynowych zajął 14. pozycję zarówno na skoczni normalnej jak i dużej.
W sierpniu 2005 po raz pierwszy wystartował w konkursie Letniego Grand Prix, zajmując 39. miejsce w Einsiedeln. 22 stycznia 2006 zadebiutował w konkursie głównym Pucharu Świata, zajmując 37. lokatę w zawodach w Sapporo. 28 stycznia 2006 stał się pierwszym w historii reprezentantem Chin, który stanął na podium zawodów rangi FIS w skokach narciarskich – miało to miejsce podczas konkursu Pucharu Kontynentalnego w Braunlage, który ukończył na 3. pozycji. W lutym 2006 wystąpił na zimowych igrzyskach olimpijskich – indywidualnie zajął 44. miejsce na skoczni normalnej, na dużej odpadł w kwalifikacjach – drużynowo zajął z reprezentacją Chin ostatnią 16. lokatę.
W styczniu 2007 po raz drugi wystartował na zimowej uniwersjadzie, na której zajął 36. miejsce na skoczni normalnej, 26. na dużej oraz 11. lokatę w rywalizacji drużynowej.

## Igrzyska olimpijskie

### Indywidualnie
| 2006 Turyn/Pragelato | – | 44. miejsce (K-95), nie zakwalifikował się (K-125) |

### Drużynowo
| 2006 Turyn/Pragelato | – | 16. miejsce |

### Starty Li Yanga na igrzyskach olimpijskich – szczegółowo
| Miejsce | Dzień     | Rok  | Miejscowość | Skocznia           | Punkt K | HS     | Konkurs  | Skok 1  | Skok 2  | Nota                 | Strata                  | Zwycięzca               |
| ------- | --------- | ---- | ----------- | ------------------ | ------- | ------ | -------- | ------- | ------- | -------------------- | ----------------------- | ----------------------- |
| 44.     | 12 lutego | 2006 | Pragelato   | Trampolino a Monte | K-95    | HS-106 | indywid. | 90,5 m  | –       | 102,5 pkt            | 164,0 pkt               | Lars Bystøl             |
| NQ      | 18 lutego | 2006 | Pragelato   | Trampolino a Monte | K-125   | HS-140 | indywid. | 101,0 m | 101,0 m | 64,8 pkt             | Nie zakwalifikował się. | Nie zakwalifikował się. |
| 16.     | 20 lutego | 2006 | Pragelato   | Trampolino a Monte | K-125   | HS-140 | druż.    | 105,0 m | –       | 206,1 pkt (72,0 pkt) | 777,9 pkt               | Austria                 |

## Mistrzostwa świata

### Indywidualnie
| 2005 Oberstdorf | – | nie zakwalifikował się (K-90), nie zakwalifikował się (K-120) |

### Drużynowo
| 2005 Oberstdorf | – | 14. miejsce (K-90), 14. miejsce (K-120) |

### Starty Li Yanga na mistrzostwach świata – szczegółowo
| Miejsce | Dzień     | Rok  | Miejscowość | Skocznia            | Punkt K | HS     | Konkurs  | Skok 1 | Skok 2 | Nota                 | Strata                  | Zwycięzca               |
| ------- | --------- | ---- | ----------- | ------------------- | ------- | ------ | -------- | ------ | ------ | -------------------- | ----------------------- | ----------------------- |
| NQ      | 19 lutego | 2005 | Oberstdorf  | Schattenbergschanze | K-90    | HS-100 | indywid. | 81,0 m | 81,0 m | 92,0 pkt             | Nie zakwalifikował się. | Nie zakwalifikował się. |
| 14.     | 20 lutego | 2005 | Oberstdorf  | Schattenbergschanze | K-90    | HS-100 | druż.    | 72,5 m | –      | 373,5 pkt (74,0 pkt) | 597,0 pkt               | Austria                 |
| NQ      | 25 lutego | 2005 | Oberstdorf  | Schattenbergschanze | K-120   | HS-137 | indywid. | 99,5 m | 99,5 m | 72,1 pkt             | Nie zakwalifikował się. | Nie zakwalifikował się. |
| 14.     | 26 lutego | 2005 | Oberstdorf  | Schattenbergschanze | K-120   | HS-137 | druż.    | 93,0 m | –      | 190,9 pkt (60,4 pkt) | 946,4 pkt               | Austria                 |

## Uniwersjada

### Indywidualnie
| 2005 Innsbruck/Seefeld | – | 28. miejsce (K-90), 37. miejsce (K-120) |
| 2007 Turyn/Pragelato   | – | 36. miejsce (K-95), 26. miejsce (K-125) |

### Drużynowo
| 2005 Innsbruck/Seefeld | – | 10. miejsce |
| 2007 Turyn/Pragelato   | – | 11. miejsce |

### Starty Li Yanga na uniwersjadzie – szczegółowo
| Miejsce | Dzień       | Rok  | Miejscowość | Skocznia                   | Punkt K | HS     | Konkurs  | Skok 1  | Skok 2  | Nota                  | Strata    | Zwycięzca       |
| ------- | ----------- | ---- | ----------- | -------------------------- | ------- | ------ | -------- | ------- | ------- | --------------------- | --------- | --------------- |
| 28.     | 13 stycznia | 2005 | Seefeld     | Toni-Seelos-Olympiaschanze | K-90    | HS-100 | indywid. | 86,0 m  | 79,0 m  | 191,5 pkt             | 60,5 pkt  | Manuel Fettner  |
| 10.     | 14 stycznia | 2005 | Seefeld     | Toni-Seelos-Olympiaschanze | K-90    | HS-100 | druż.    | 86,5 m  | 82,0 m  | 615,5 pkt (200,0 pkt) | 132,5 pkt | Słowenia        |
| 37.     | 19 stycznia | 2005 | Innsbruck   | Bergisel                   | K-120   | HS-130 | indywid. | 102,0 m | –       | 77,6 pkt              | 174,6 pkt | Manuel Fettner  |
| 36.     | 19 stycznia | 2007 | Pragelato   | Trampolino a Monte         | K-95    | HS-106 | indywid. | 89,0 m  | 88,5 m  | 195,5 pkt             | 70,0 pkt  | Dmitrij Ipatow  |
| 11.     | 20 stycznia | 2007 | Pragelato   | Trampolino a Monte         | K-95    | HS-106 | druż.    | 87,5 m  | 92,0 m  | 517,0 pkt (200,0 pkt) | 200,0 pkt | Austria         |
| 26.     | 22 stycznia | 2007 | Pragelato   | Trampolino a Monte         | K-125   | HS-140 | indywid. | 120,0 m | 114,5 m | 197,1 pkt             | 80,1 pkt  | Dienis Korniłow |

## Igrzyska azjatyckie

### Indywidualnie
| 2011 Ałmaty | – | 12. miejsce (K-95) |

### Drużynowo
| 2011 Ałmaty | – | 4. miejsce |

### Starty Li Yanga na igrzyskach azjatyckich – szczegółowo
| Miejsce | Dzień    | Rok  | Miejscowość | Skocznia      | Punkt K | HS     | Konkurs  | Skok 1 | Skok 2  | Nota                  | Strata    | Zwycięzca        |
| ------- | -------- | ---- | ----------- | ------------- | ------- | ------ | -------- | ------ | ------- | --------------------- | --------- | ---------------- |
| 4.      | 2 lutego | 2011 | Ałmaty      | Gornyj Gigant | K-125   | HS-140 | druż.    | 97,5 m | 105,0 m | 351,6 pkt (125,0 pkt) | 485,9 pkt | Japonia          |
| 12.     | 4 lutego | 2011 | Ałmaty      | Gornyj Gigant | K-95    | HS-105 | indywid. | 82,0 m | 84,5 m  | 171,0 pkt             | 81,0 pkt  | Jewgienij Lowkin |

## Puchar Świata

### Miejsca w poszczególnych konkursach indywidualnychPucharu Świata
| Źródło | Źródło      | Źródło      | Źródło           | Źródło    | Źródło     | Źródło                 | Źródło                 | Źródło                 | Źródło                 | Źródło          | Źródło          | Źródło    | Źródło          | Źródło          | Źródło           | Źródło           | Źródło      | Źródło      | Źródło  | Źródło  | Źródło      | Źródło | Źródło | Źródło      | Źródło | Źródło  | Źródło  | Źródło | Źródło | Źródło | Źródło | Źródło | Źródło | Źródło | Źródło | Źródło | Źródło | Źródło | Źródło | Źródło | Źródło | Źródło | Źródło | Źródło | Źródło | Źródło | Źródło | Źródło | Źródło |
| --- | ----------- | ----------- | ---------------- | --------- | ---------- | ---------------------- | ---------------------- | ---------------------- | ---------------------- | --------------- | --------------- | --------- | --------------- | --------------- | ---------------- | ---------------- | ----------- | ----------- | ------- | ------- | ----------- | ------ | ------ | ----------- | ------ | ------- | ------- | ------ | ------ | ------ | ------ | ------ | ------ | ------ | ------ | ------ | ------ | ------ | ------ | ------ | ------ | ------ | ------ | ------ | ------ | ------ | ------ | ------ | ------ |
| Sezon 2003/2004 |             |             |                  |           |            |                        |                        |                        |                        |                 |                 |           |                 |                 |                  |                  |             |             |         |         |             |        |        |             |        |         |         |        |        |        |        |        |        |        |        |        |        |        |        |        |        |        |        |        |        |        |        |        |        |
| Ruka | Ruka        | Trondheim   | Titisee-Neustadt | Engelberg | Oberstdorf | Garmisch-Partenkirchen | Innsbruck              | Bischofshofen          | Liberec                | Liberec         | Zakopane        | Zakopane  | Hakuba          | Sapporo         | Sapporo          | Oberstdorf       | Willingen   | Park City   | Lahti   | Kuopio  | Lillehammer | Oslo   | punkty | punkty      | punkty | punkty  | punkty  | punkty | punkty | punkty | punkty | punkty | punkty | punkty | punkty | punkty | punkty | punkty | punkty | punkty | punkty |        |        |        |        |        |        |        |        |
| - | -           | -           | -                | -         | -          | q                      | q                      | q                      | -                      | -               | -               | -         | -               | -               | -                | -                | q           | -           | -       | -       | -           | -      | 0      | 0           | 0      | 0       | 0       | 0      | 0      | 0      | 0      | 0      | 0      | 0      | 0      | 0      | 0      | 0      | 0      | 0      | 0      |        |        |        |        |        |        |        |        |
| Sezon 2004/2005 |             |             |                  |           |            |                        |                        |                        |                        |                 |                 |           |                 |                 |                  |                  |             |             |         |         |             |        |        |             |        |         |         |        |        |        |        |        |        |        |        |        |        |        |        |        |        |        |        |        |        |        |        |        |        |
| Ruka | Ruka        | Trondheim   | Trondheim        | Harrachov | Harrachov  | Engelberg              | Engelberg              | Oberstdorf             | Garmisch-Partenkirchen | Innsbruck       | Bischofshofen   | Willingen | Bad Mitterndorf | Bad Mitterndorf | Titisee-Neustadt | Titisee-Neustadt | Zakopane    | Zakopane    | Sapporo | Sapporo | Pragelato   | Lahti  | Kuopio | Lillehammer | Oslo   | Planica | Planica | punkty |        |        |        |        |        |        |        |        |        |        |        |        |        |        |        |        |        |        |        |        |        |
| - | -           | -           | -                | -         | -          | -                      | -                      | q                      | -                      | q               | -               | -         | -               | -               | -                | -                | -           | -           | -       | -       | -           | -      | -      | -           | -      | -       | -       | 0      |        |        |        |        |        |        |        |        |        |        |        |        |        |        |        |        |        |        |        |        |        |
| Sezon 2005/2006 |             |             |                  |           |            |                        |                        |                        |                        |                 |                 |           |                 |                 |                  |                  |             |             |         |         |             |        |        |             |        |         |         |        |        |        |        |        |        |        |        |        |        |        |        |        |        |        |        |        |        |        |        |        |        |
| Ruka | Ruka        | Lillehammer | Lillehammer      | Harrachov | Harrachov  | Engelberg              | Oberstdorf             | Garmisch-Partenkirchen | Innsbruck              | Bischofshofen   | Sapporo         | Sapporo   | Zakopane        | Zakopane        | Willingen        | Lahti            | Kuopio      | Lillehammer | Oslo    | Planica | Planica     | punkty | punkty | punkty      | punkty | punkty  | punkty  | punkty | punkty | punkty | punkty | punkty | punkty | punkty | punkty | punkty | punkty | punkty | punkty | punkty |        |        |        |        |        |        |        |        |        |
| - | -           | -           | -                | -         | -          | q                      | q                      | q                      | q                      | q               | q               | 37        | -               | -               | -                | -                | -           | -           | -       | -       | -           | 0      | 0      | 0           | 0      | 0       | 0       | 0      | 0      | 0      | 0      | 0      | 0      | 0      | 0      | 0      | 0      | 0      | 0      | 0      |        |        |        |        |        |        |        |        |        |
| Sezon 2009/2010 |             |             |                  |           |            |                        |                        |                        |                        |                 |                 |           |                 |                 |                  |                  |             |             |         |         |             |        |        |             |        |         |         |        |        |        |        |        |        |        |        |        |        |        |        |        |        |        |        |        |        |        |        |        |        |
| Ruka | Lillehammer | Lillehammer | Engelberg        | Engelberg | Engelberg  | Oberstdorf             | Garmisch-Partenkirchen | Innsbruck              | Bischofshofen          | Bad Mitterndorf | Bad Mitterndorf | Sapporo   | Sapporo         | Zakopane        | Zakopane         | Oberstdorf       | Klingenthal | Willingen   | Lahti   | Kuopio  | Lillehammer | Oslo   | punkty | punkty      | punkty | punkty  | punkty  | punkty | punkty | punkty | punkty | punkty | punkty | punkty | punkty | punkty | punkty | punkty | punkty | punkty | punkty |        |        |        |        |        |        |        |        |
| - | -           | -           | -                | -         | -          | -                      | -                      | -                      | -                      | -               | -               | q         | q               | -               | -                | -                | -           | -           | -       | -       | -           | -      | 0      | 0           | 0      | 0       | 0       | 0      | 0      | 0      | 0      | 0      | 0      | 0      | 0      | 0      | 0      | 0      | 0      | 0      | 0      |        |        |        |        |        |        |        |        |
| Legenda |             |             |                  |           |            |                        |                        |                        |                        |                 |                 |           |                 |                 |                  |                  |             |             |         |         |             |        |        |             |        |         |         |        |        |        |        |        |        |        |        |        |        |        |        |        |        |        |        |        |        |        |        |        |        |
| 1 2 3 4-10 11-30 poniżej 30 dq – dyskwalifikacja q – dyskwalifikacja w kwalifikacjach q – zawodnik nie zakwalifikował się - – zawodnik nie wystartował |             |             |                  |           |            |                        |                        |                        |                        |                 |                 |           |                 |                 |                  |                  |             |             |         |         |             |        |        |             |        |         |         |        |        |        |        |        |        |        |        |        |        |        |        |        |        |        |        |        |        |        |        |        |        |

### Miejsca w poszczególnych konkursach drużynowych Pucharu Świata
| Źródło                                           | Źródło          | Źródło          | Źródło          | Źródło          | Źródło          | Źródło          | Źródło          | Źródło         | Źródło     |
| ------------------------------------------------ | --------------- | --------------- | --------------- | --------------- | --------------- | --------------- | --------------- | -------------- | ---------- |
| Sezon 2003/2004                                  | Sezon 2003/2004 | Sezon 2003/2004 | Sezon 2003/2004 | Sezon 2003/2004 | Sezon 2003/2004 | Sezon 2003/2004 | Sezon 2003/2004 | Willingen K130 | Lahti K116 |
| Sezon 2003/2004                                  | Sezon 2003/2004 | Sezon 2003/2004 | Sezon 2003/2004 | Sezon 2003/2004 | Sezon 2003/2004 | Sezon 2003/2004 | Sezon 2003/2004 | 12             | -          |
| Legenda                                          |                 |                 |                 |                 |                 |                 |                 |                |            |
| 1 2 3 4-8 poniżej 8 - – zawodnik nie wystartował |                 |                 |                 |                 |                 |                 |                 |                |            |

## Letnie Grand Prix

### Miejsca w poszczególnych konkursach indywidualnychLGP
| Źródło | Źródło     | Źródło     | Źródło   | Źródło   | Źródło        | Źródło | Źródło | Źródło | Źródło | Źródło | Źródło | Źródło | Źródło | Źródło | Źródło | Źródło | Źródło | Źródło | Źródło | Źródło | Źródło | Źródło | Źródło | Źródło | Źródło | Źródło |
| --- | ---------- | ---------- | -------- | -------- | ------------- | ------ | ------ | ------ | ------ | ------ | ------ | ------ | ------ | ------ | ------ | ------ | ------ | ------ | ------ | ------ | ------ | ------ | ------ | ------ | ------ | ------ |
| 2005 |            |            |          |          |               |        |        |        |        |        |        |        |        |        |        |        |        |        |        |        |        |        |        |        |        |        |
| Hinterzarten | Einsiedeln | Courchevel | Zakopane | Predazzo | Bischofshofen | Hakuba | Hakuba | punkty |        |        |        |        |        |        |        |        |        |        |        |        |        |        |        |        |        |        |
| - | 39         | 45         | -        | 50       | q             | -      | -      | 0      |        |        |        |        |        |        |        |        |        |        |        |        |        |        |        |        |        |        |
| Legenda |            |            |          |          |               |        |        |        |        |        |        |        |        |        |        |        |        |        |        |        |        |        |        |        |        |        |
| 1 2 3 4-10 11-30 poniżej 30 dq – dyskwalifikacja q – dyskwalifikacja w kwalifikacjach q – zawodnik nie zakwalifikował się - – zawodnik nie wystartował |            |            |          |          |               |        |        |        |        |        |        |        |        |        |        |        |        |        |        |        |        |        |        |        |        |        |

## Puchar Kontynentalny

### Miejsca w klasyfikacji generalnej
| Sezon     | Miejsce |
| --------- | ------- |
| 2003/2004 | 98.     |
| 2005/2006 | 62.     |

### Miejsca na podium w konkursach indywidualnych Pucharu Kontynentalnego chronologicznie
| Lp. | Dzień       | Rok  | Miejscowość | Skocznia        | Punkt K | HS     | Skok 1 | Skok 2 | Nota      | Lok. | Strata  | Zwycięzca      |
| --- | ----------- | ---- | ----------- | --------------- | ------- | ------ | ------ | ------ | --------- | ---- | ------- | -------------- |
| 1.  | 28 stycznia | 2006 | Braunlage   | Wurmbergschanze | K-90    | HS-100 | 97,0 m | 98,0 m | 259,0 pkt | 3.   | 2,5 pkt | Mathias Hafele |

### Miejsca w poszczególnych konkursachPucharu Kontynentalnego
| Sezon 2003/2004                                                               |             |              |              |           |           |              |           |           |           |               |                  |                  |               |               |               |               |                  |                  |               |               |               |               |            |               |               |               |           |           |           |           |        |        |        |        |        |        |        |        |        |        |        |        |        |        |        |        |        |        |        |        |        |        |        |        |        |        |        |        |        |        |        |        |        |        |        |        |        |        |        |
| Lillehammer                                                                   | Lillehammer | Sankt Moritz | Engelberg    | Seefeld   | Planica   | Planica      | Sapporo   | Sapporo   | Sapporo   | Bischofshofen | Bischofshofen    | Braunlage        | Braunlage     | Brotterode    | Brotterode    | Zakopane      | Westby           | Westby           | Iron Mountain | Iron Mountain | Kuopio        | Kuopio        | Vikersund  | Vikersund     | punkty        | punkty        | punkty    | punkty    | punkty    | punkty    | punkty | punkty | punkty | punkty | punkty | punkty | punkty | punkty | punkty | punkty | punkty | punkty | punkty | punkty | punkty | punkty | punkty | punkty | punkty | punkty | punkty | punkty | punkty | punkty | punkty | punkty | punkty | punkty | punkty | punkty | punkty | punkty | punkty | punkty |        |        |        |        |        |
| 49                                                                            | 53          | 26           | 15           | 70        | -         | -            | -         | -         | -         | 62            | 43               | 39               | 41            | 35            | 55            | -             | -                | -                | -             | -             | 66            | 52            | -          | -             | 21            | 21            | 21        | 21        | 21        | 21        | 21     | 21     | 21     | 21     | 21     | 21     | 21     | 21     | 21     | 21     | 21     | 21     | 21     | 21     | 21     | 21     | 21     | 21     | 21     | 21     | 21     | 21     | 21     | 21     | 21     | 21     | 21     | 21     | 21     | 21     | 21     | 21     | 21     | 21     |        |        |        |        |        |
| Sezon 2004/2005                                                               |             |              |              |           |           |              |           |           |           |               |                  |                  |               |               |               |               |                  |                  |               |               |               |               |            |               |               |               |           |           |           |           |        |        |        |        |        |        |        |        |        |        |        |        |        |        |        |        |        |        |        |        |        |        |        |        |        |        |        |        |        |        |        |        |        |        |        |        |        |        |        |
| Rovaniemi                                                                     | Rovaniemi   | Lahti        | Lahti        | Harrachov | Harrachov | Sankt Moritz | Engelberg | Engelberg | Seefeld   | Planica       | Planica          | Sapporo          | Sapporo       | Sapporo       | Bischofshofen | Bischofshofen | Lauscha          | Lauscha          | Braunlage     | Braunlage     | Brotterode    | Brotterode    | Westby     | Westby        | Iron Mountain | Iron Mountain | Vikersund | Vikersund | Zakopane  | punkty    | punkty | punkty | punkty | punkty | punkty | punkty | punkty | punkty | punkty | punkty | punkty | punkty | punkty | punkty | punkty | punkty | punkty | punkty | punkty | punkty | punkty | punkty | punkty | punkty | punkty | punkty | punkty | punkty | punkty | punkty | punkty | punkty | punkty | punkty | punkty | punkty | punkty | punkty | punkty |
| -                                                                             | -           | -            | -            | -         | -         | 36           | -         | -         | 57        | -             | -                | -                | -             | -             | 69            | 58            | 36               | 46               | 46            | 46            | 41            | 33            | -          | -             | -             | -             | -         | -         | -         | 0         | 0      | 0      | 0      | 0      | 0      | 0      | 0      | 0      | 0      | 0      | 0      | 0      | 0      | 0      | 0      | 0      | 0      | 0      | 0      | 0      | 0      | 0      | 0      | 0      | 0      | 0      | 0      | 0      | 0      | 0      | 0      | 0      | 0      | 0      | 0      | 0      | 0      | 0      | 0      |
| Sezon 2005/2006                                                               |             |              |              |           |           |              |           |           |           |               |                  |                  |               |               |               |               |                  |                  |               |               |               |               |            |               |               |               |           |           |           |           |        |        |        |        |        |        |        |        |        |        |        |        |        |        |        |        |        |        |        |        |        |        |        |        |        |        |        |        |        |        |        |        |        |        |        |        |        |        |        |
| Rovaniemi                                                                     | Rovaniemi   | Harrachov    | Sankt Moritz | Engelberg | Engelberg | Planica      | Planica   | Sapporo   | Sapporo   | Sapporo       | Titisee-Neustadt | Titisee-Neustadt | Braunlage     | Braunlage     | Villach       | Villach       | Zakopane         | Zakopane         | Iron Mountain | Iron Mountain | Brotterode    | Vikersund     | Vikersund  | Bischofshofen | Bischofshofen | punkty        | punkty    | punkty    | punkty    | punkty    | punkty | punkty | punkty | punkty | punkty | punkty | punkty | punkty | punkty | punkty | punkty | punkty | punkty | punkty | punkty | punkty | punkty | punkty | punkty | punkty | punkty | punkty | punkty | punkty | punkty | punkty | punkty | punkty | punkty | punkty | punkty | punkty | punkty | punkty | punkty |        |        |        |        |
| -                                                                             | -           | -            | 24           | -         | -         | -            | -         | -         | -         | -             | -                | -                | 3             | 22            | -             | -             | -                | -                | -             | -             | -             | -             | -          | -             | -             | 76            | 76        | 76        | 76        | 76        | 76     | 76     | 76     | 76     | 76     | 76     | 76     | 76     | 76     | 76     | 76     | 76     | 76     | 76     | 76     | 76     | 76     | 76     | 76     | 76     | 76     | 76     | 76     | 76     | 76     | 76     | 76     | 76     | 76     | 76     | 76     | 76     | 76     | 76     | 76     |        |        |        |        |
| Sezon 2008/2009                                                               |             |              |              |           |           |              |           |           |           |               |                  |                  |               |               |               |               |                  |                  |               |               |               |               |            |               |               |               |           |           |           |           |        |        |        |        |        |        |        |        |        |        |        |        |        |        |        |        |        |        |        |        |        |        |        |        |        |        |        |        |        |        |        |        |        |        |        |        |        |        |        |
| Rovaniemi                                                                     | Rovaniemi   | Vikersund    | Vikersund    | Liberec   | Liberec   | Engelberg    | Engelberg | Braunlage | Braunlage | Sapporo       | Sapporo          | Sapporo          | Bischofshofen | Bischofshofen | Kranj         | Kranj         | Titisee-Neustadt | Titisee-Neustadt | Zakopane      | Zakopane      | Iron Mountain | Iron Mountain | Brotterode | Brotterode    | Wisła         | Wisła         | Trondheim | Trondheim | Pragelato | Pragelato | Ruka   | Ruka   | punkty |        |        |        |        |        |        |        |        |        |        |        |        |        |        |        |        |        |        |        |        |        |        |        |        |        |        |        |        |        |        |        |        |        |        |        |        |
| -                                                                             | -           | -            | -            | -         | -         | -            | -         | -         | -         | -             | -                | -                | -             | -             | -             | -             | -                | -                | -             | -             | -             | -             | -          | -             | -             | -             | 61        | 44        | 51        | 56        | -      | -      | 0      |        |        |        |        |        |        |        |        |        |        |        |        |        |        |        |        |        |        |        |        |        |        |        |        |        |        |        |        |        |        |        |        |        |        |        |        |
| Sezon 2009/2010                                                               |             |              |              |           |           |              |           |           |           |               |                  |                  |               |               |               |               |                  |                  |               |               |               |               |            |               |               |               |           |           |           |           |        |        |        |        |        |        |        |        |        |        |        |        |        |        |        |        |        |        |        |        |        |        |        |        |        |        |        |        |        |        |        |        |        |        |        |        |        |        |        |
| Rovaniemi                                                                     | Rovaniemi   | Vikersund    | Vikersund    | Otepää    | Otepää    | Engelberg    | Engelberg | Sapporo   | Sapporo   | Sapporo       | Titisee-Neustadt | Bischofshofen    | Bischofshofen | Iron Mountain | Zakopane      | Zakopane      | Kranj            | Kranj            | Brotterode    | Brotterode    | Wisła         | Oslo          | Oslo       | Ruka          | Ruka          | punkty        | punkty    | punkty    | punkty    | punkty    | punkty | punkty | punkty | punkty | punkty | punkty | punkty | punkty | punkty | punkty | punkty | punkty | punkty | punkty | punkty | punkty | punkty | punkty | punkty | punkty | punkty | punkty | punkty | punkty | punkty | punkty | punkty | punkty | punkty | punkty | punkty | punkty | punkty | punkty | punkty |        |        |        |        |
| -                                                                             | -           | -            | -            | -         | -         | -            | -         | 46        | 56        | 54            | -                | -                | -             | -             | -             | -             | -                | -                | -             | -             | -             | -             | -          | -             | -             | 0             | 0         | 0         | 0         | 0         | 0      | 0      | 0      | 0      | 0      | 0      | 0      | 0      | 0      | 0      | 0      | 0      | 0      | 0      | 0      | 0      | 0      | 0      | 0      | 0      | 0      | 0      | 0      | 0      | 0      | 0      | 0      | 0      | 0      | 0      | 0      | 0      | 0      | 0      | 0      |        |        |        |        |
| Legenda                                                                       |             |              |              |           |           |              |           |           |           |               |                  |                  |               |               |               |               |                  |                  |               |               |               |               |            |               |               |               |           |           |           |           |        |        |        |        |        |        |        |        |        |        |        |        |        |        |        |        |        |        |        |        |        |        |        |        |        |        |        |        |        |        |        |        |        |        |        |        |        |        |        |
| 1 2 3 4-10 11-30 poniżej 30 dq – dyskwalifikacja - – zawodnik nie wystartował |             |              |              |           |           |              |           |           |           |               |                  |                  |               |               |               |               |                  |                  |               |               |               |               |            |               |               |               |           |           |           |           |        |        |        |        |        |        |        |        |        |        |        |        |        |        |        |        |        |        |        |        |        |        |        |        |        |        |        |        |        |        |        |        |        |        |        |        |        |        |        |

## Letni Puchar Kontynentalny

### Miejsca w klasyfikacji generalnej
| Sezon | Miejsce |
| ----- | ------- |
| 2005  | 104.    |
| 2009  | 99.     |

### Miejsca w poszczególnych konkursachLetniego Pucharu Kontynentalnego
| Źródło                                                                        | Źródło  | Źródło | Źródło     | Źródło     | Źródło      | Źródło      | Źródło      | Źródło      | Źródło    | Źródło    | Źródło      | Źródło      | Źródło | Źródło | Źródło | Źródło | Źródło | Źródło | Źródło | Źródło | Źródło | Źródło | Źródło | Źródło | Źródło | Źródło |
| ----------------------------------------------------------------------------- | ------- | ------ | ---------- | ---------- | ----------- | ----------- | ----------- | ----------- | --------- | --------- | ----------- | ----------- | ------ | ------ | ------ | ------ | ------ | ------ | ------ | ------ | ------ | ------ | ------ | ------ | ------ | ------ |
| 2005                                                                          |         |        |            |            |             |             |             |             |           |           |             |             |        |        |        |        |        |        |        |        |        |        |        |        |        |        |
| Velenje                                                                       | Velenje | Kranj  | Einsiedeln | Einsiedeln | Oberstdorf  | Oberstdorf  | Lillehammer | Lillehammer | Park City | Park City | Lake Placid | Lake Placid | punkty |        |        |        |        |        |        |        |        |        |        |        |        |        |
| 35                                                                            | 29      | 47     | 55         | 41         | 32          | 63          | -           | -           | -         | -         | -           | -           | 2      |        |        |        |        |        |        |        |        |        |        |        |        |        |
| 2009                                                                          |         |        |            |            |             |             |             |             |           |           |             |             |        |        |        |        |        |        |        |        |        |        |        |        |        |        |
| Velenje                                                                       | Kranj   | Kranj  | Villach    | Villach    | Lillehammer | Lillehammer | Pjongczang  | Pjongczang  | Wisła     | Wisła     | punkty      | punkty      | punkty | punkty | punkty | punkty | punkty | punkty | punkty |        |        |        |        |        |        |        |
| -                                                                             | -       | -      | -          | -          | -           | -           | 29          | -           | -         | -         | 2           | 2           | 2      | 2      | 2      | 2      | 2      | 2      | 2      |        |        |        |        |        |        |        |
| Legenda                                                                       |         |        |            |            |             |             |             |             |           |           |             |             |        |        |        |        |        |        |        |        |        |        |        |        |        |        |
| 1 2 3 4-10 11-30 poniżej 30 dq – dyskwalifikacja - − zawodnik nie wystartował |         |        |            |            |             |             |             |             |           |           |             |             |        |        |        |        |        |        |        |        |        |        |        |        |        |        |

## FIS Cup

### Miejsca w klasyfikacji generalnej
| Sezon     | Miejsce |
| --------- | ------- |
| 2008/2009 | 117.    |

### Miejsca w poszczególnych konkursachFIS Cupu
| Źródło                                                                        | Źródło         | Źródło              | Źródło              | Źródło   | Źródło   | Źródło     | Źródło     | Źródło              | Źródło    | Źródło    | Źródło | Źródło  | Źródło   | Źródło   | Źródło   | Źródło   | Źródło | Źródło | Źródło | Źródło | Źródło  | Źródło | Źródło | Źródło | Źródło | Źródło | Źródło | Źródło | Źródło | Źródło | Źródło | Źródło | Źródło | Źródło | Źródło | Źródło | Źródło | Źródło | Źródło |
| ----------------------------------------------------------------------------- | -------------- | ------------------- | ------------------- | -------- | -------- | ---------- | ---------- | ------------------- | --------- | --------- | ------ | ------- | -------- | -------- | -------- | -------- | ------ | ------ | ------ | ------ | ------- | ------ | ------ | ------ | ------ | ------ | ------ | ------ | ------ | ------ | ------ | ------ | ------ | ------ | ------ | ------ | ------ | ------ | ------ |
| Sezon 2008/2009                                                               |                |                     |                     |          |          |            |            |                     |           |           |        |         |          |          |          |          |        |        |        |        |         |        |        |        |        |        |        |        |        |        |        |        |        |        |        |        |        |        |        |
| Oberwiesenthal                                                                | Oberwiesenthal | Szczyrbskie Jezioro | Szczyrbskie Jezioro | Predazzo | Predazzo | Einsiedeln | Einsiedeln | Szczyrbskie Jezioro | Harrachov | Harrachov | Yabuli | Lauscha | Eisenerz | Eisenerz | Notodden | Notodden | Ljubno | Ljubno | Zaō    | Zaō    | Sapporo | punkty |        |        |        |        |        |        |        |        |        |        |        |        |        |        |        |        |        |
| -                                                                             | -              | -                   | -                   | -        | -        | -          | -          | -                   | -         | -         | 6      | -       | -        | -        | -        | -        | -      | -      | -      | -      | -       | 40     |        |        |        |        |        |        |        |        |        |        |        |        |        |        |        |        |        |
| Legenda                                                                       |                |                     |                     |          |          |            |            |                     |           |           |        |         |          |          |          |          |        |        |        |        |         |        |        |        |        |        |        |        |        |        |        |        |        |        |        |        |        |        |        |
| 1 2 3 4-10 11-30 poniżej 30 dq – dyskwalifikacja - − zawodnik nie wystartował |                |                     |                     |          |          |            |            |                     |           |           |        |         |          |          |          |          |        |        |        |        |         |        |        |        |        |        |        |        |        |        |        |        |        |        |        |        |        |        |        |